# Hamburger Spendenparlament
Das Hamburger Spendenparlament ist ein eingetragener Verein, der für soziale Aktivitäten in Hamburg Spenden sammelt und die Spender in einem demokratischen Verfahren an der Vergabe ihrer Spendengelder beteiligt.
Das Motto des Hamburger Spendenparlaments lautet: Wir fördern was hilft.

## Geschichte
Gegründet wurde das Hamburger Spendenparlament am 6. November 1995. Die konstituierende Sitzung fand am 9. Februar 1996 im Hamburger Rathaus statt. Gründer des Spendenparlaments ist Stephan Reimers. Das Hamburger Spendenparlament feierte im Jahr 2021 25-jähriges Bestehen. Bisher (März 2022) fanden 80 Sitzungen des Spendenparlaments statt.

## Organisation
Die Organisation des Hamburger Spendenparlaments gliedert sich in Vorstand, Präsidium und Finanzkommission sowie die Ausschüsse für Büro und Öffentlichkeitsarbeit. Die ehrenamtlichen Mitarbeiter organisieren unentgeltlich sämtliche geschäftlichen, organisatorischen und kommunikativen Aufgaben für das Hamburger Spendenparlament bzw. die Gesamtheit aller Parlamentarier. Ein Teil der anfallenden Arbeiten werden unentgeltlich von externen Dienstleistern (Kommunikation, Marketing) und die Fixkosten des Parlaments (IT, Buchhaltung) von Förderern übernommen.

## Mitgliedschaft
Durch eine Jahresspende von mindestens 60 Euro ist es möglich, Mitglied des Hamburger Spendenparlaments zu werden. Alle Spenden fließen vollständig in soziale Projekte. Die Mitgliedschaft berechtigt dazu, auf dreimal im Jahr einberufenen Parlamentssitzungen darüber mitzuentscheiden, welche Projekte in der Hansestadt finanziell gefördert werden sollen. Etwa 3.150 Mitglieder gehörten dem Spendenparlament im Jahr 2021 an. Hinzu kommen Einzelspenden von Nichtmitgliedern und Hamburger Unternehmen.

## Förderung
Das Spendenparlament unterstützt soziale Aktivitäten vielfältiger Art. Gefördert werden Projekte, die in Hamburg von Obdachlosigkeit, Armut und Isolation betroffenen Menschen helfen. Anträge auf finanzielle Förderung können gemeinnützige Körperschaften stellen, die im Interesse dieser Zielsetzung wirken. In der Regel wird die finanzielle Hilfe als Anschubfinanzierung oder Überbrückungshilfe gewährt. Eine Dauerfinanzierung erfolgt nicht.
Seit 1996 bis zum Ende des Jahres 2021 wurden 1.478 Projekte gefördert. Die Höhe der finanziellen Unterstützung lag im genannten Zeitraum bei ca. 15,2 Mio. Euro. Bis zur 90. Sitzung des Parlaments im Juni 2025 wurden über 1.730 Projekte gefördert.

### Förderbeispiele
Vom Hamburger Spendenparlament geförderte Projekte sind in einer Projektdatenbank dokumentiert.
Das Spendenparlament unterstützt(e) finanziell beispielsweise das präventive Kinderschutz-Programm Babylotse in Hamburg und das Projekt „Psychosoziale Kurzintervention durch Babylotsinnen“. Es finanzierte Kirchenkaten auf Hamburger Kirchengrundstücken, den Mitternachtsbus, eine Suppenküche für Obdachlose und Arme, eine Härtefallberatung für Geflüchtete sowie Hilfsangebote für Kinder von Alkoholkranken. Für psychisch erkrankte Menschen wurden Schuldnerberatungs- und Bewerbungstrainingskurse finanziell gefördert, für Menschen mit Assistenzbedarf wurden Gruppentrainings unterstützt. Mittel wurden u. a. auch bewilligt für die Aufklärungsarbeit zum Down-Syndrom oder für ein Gewächshaus für den ökologischen Gartenbau im Rahmen einer Initiative für Menschen mit Förderbedarf.
Im Jahr 2020 hat das Spendenparlament ein Corona-Sonderprogramm in Höhe von 600.000 Euro aufgelegt, um Kinder und Jugendliche zu unterstützen, die unter den Folgen des Corona-Lockdowns leiden.
2022 wurde ein Sonderprogramm für die aus der Ukraine geflüchteten Menschen aufgelegt, aus dem in der Sitzung des Spendenparlaments am 29. Juni 2022 25 Projekte mit einem Volumen von ca. 340.000 € bewilligt wurden.

## Arbeitsweise
Eingegangene Förderanträge werden zunächst durch die ehrenamtlich besetzten Vereinsgremien geprüft. Bestätigen diese die Förderungswürdigkeit des betreffenden Projektes, erfolgt dessen Vorstellung in einer Parlamentssitzung. Auf dieser erläutern die Antragsteller ihr Vorhaben. Die Parlamentarier entscheiden im Weiteren darüber, ob das Projekt finanziell gefördert werden soll. Erfolgt die Zustimmung, wird die vom Parlament genehmigte Fördersumme ausgezahlt. Der Projektträger ist in der Folge verpflichtet, dem Spendenparlament zu einem vereinbarten Termin einen Nachweis über die Verwendung der erhaltenen Geldmittel vorzulegen.

## Stiftung Hamburger Spendenparlament
2016 gründete das Spendenparlament aus Mitteln eines Nachlasses die Stiftung Hamburger Spendenparlament. Die Stiftung verfügt über ein Spendenvermögen in Höhe von 2,85 Mio. Euro. Stiftungsziel ist – wie beim Hamburger Spendenparlament – die Förderung von Projekten gegen Armut, Obdachlosigkeit und Isolation. Die Stiftung ist eine Verbrauchsstiftung, wird in Personalunion mit dem Spendenparlament geführt und trägt durch ihre Zuwendungen dazu bei, unabhängig vom aktuellen Spendenzufluss wichtige Projekte zu unterstützen.

## Öffentliche Wahrnehmung
Die öffentliche Wahrnehmung des Hamburger Spendenparlaments betont den Aspekt, dass alle Mitglieder des Parlaments über die Vergabe der gespendeten Mittel mitbestimmen können. Auch die Zielsetzung wird hervorgehoben, durch die Vergabe der Spendengelder Projekte gegen Armut und Obdachlosigkeit in Hamburg zu unterstützen. Der Norddeutsche Rundfunk und die lokale Hamburger Presse berichten über die Sitzungen des Parlaments. Auch in den sozialen Medien ist das Hamburger Spendenparlament aktiv und berichtet auf Facebook, Instagram, LinkedIn und Twitter über aktuelle Aktivitäten. Einmal jährlich wird ein Jahresbericht veröffentlicht. Anlässlich des 25-jährigen Jubiläums im Jahr 2021 warben sechs prominente Hamburgerinnen und Hamburger für das Hamburger Spendenparlament und riefen mit einer Anzeigenkampagne zu Solidarität und Unterstützung für sozial Schwächere und Hilfsbedürftige in der Hansestadt auf.

### Auszeichnungen
1997 wurde dem Hamburger Spendenparlament die Theodor-Heuss-Medaille für bürgerschaftliche Initiative verliehen. Im Jahr 2000 erhielt das Spendenparlament den Hamburger Bürgerpreis der CDU Hamburg. 2014 gewann es den HAMMA-Award (Hamburg Marketing Award), einen Kreativpreis des Marketing Club Hamburg, in der Kategorie „Social Marketing“.

## Andere Spendenparlamente
Deutsche Spendenparlamente entsprechend dem Hamburger Vorbild wurden gegründet in Bad Oldesloe, Berlin, Bonn, Celle, Dithmarschen, Dortmund, Elmshorn, Erfurt, Flensburg, Görlitz Hann. Münden, Kiel, Kleinheubach,     Lippe, Reinbek und Umgebung, Reutlingen, Salzgitter, Schwerin sowie Segeberg.
Im Ausland weisen die Städte Basel, Wien und Zürich Spendenparlamente auf.